# 玉城ティナ
玉城 ティナ（たましろ ティナ、1997年〈平成9年〉10月8日 - ）は、日本の女優、モデル。ファッション雑誌『ViVi』の元専属モデル。Dine and indy所属。
沖縄県浦添市出身。

## 経歴
13歳、中学2年生の時、部活着で友達と家の近くを歩いていたところを事務所の社長にスカウトされる。
2012年7月、講談社主催の「ミスiD（アイドル）2013」で「ミスiD2013グランプリ」を獲得。同社発行のファッション雑誌『ViVi』2012年10月号（8月28日発売）から同誌の専属モデルとなる。2014年8月号（6月23日発売）で初の単独表紙を飾った。
2014年1月スタートの『ダークシステム 恋の王座決定戦』（TBS）でドラマデビュー。2015年6月27日公開の『天の茶助』で映画デビュー。
2018年10月23日、『ViVi』主催のファッションイベント「ViVi night」において、年内をもって専属モデルを卒業することを発表。12月21日発売の2019年2月号で専属モデルとして最後の表紙を飾った。
2021年8月18日、WOWOWの企画「アクターズ・ショート・フィルム」第2弾に青柳翔、千葉雄大、永山瑛太、前田敦子と共に選ばれ監督初挑戦へ。W主演で琉花、奥平大兼の2人を起用（同年10月29日発表）。
同年10月8日、24歳の誕生日に「デビュー10周年記念写真集『世界』」を発売。撮影は蜷川実花で、撮り下ろしをメインに14歳から10年間のアーカイブと、初公開のプライベートオフショットで構成。
2024年10月8日、27歳の誕生日に結婚したことを自身のInstagramにて発表した。

## 人物
- 父親はアメリカ人で、母親は日本人[14]。

- 地毛は金髪ではなく、ほぼ黒髪[15][16]。

- 左利き[17]。

- 「アイドル」と「モデル」の良さをいいとこ取りした「モデルアイドル」を目指すとViVi専属モデル決定後のインタビューで語っている[18]。

- 元アイドリング!!!のリーダー・遠藤舞[19]や元AKB48の島崎遥香[20]など女性アイドルからも注目を集める。

- 飯豊まりえは親友で同じ高校に通っていた同級生であり、お互い高校を卒業した時に映画で共演するのを目標としており、『暗黒女子』（2017年）で共演し達成された[21]。

- 2019年に公開された『惡の華』と『地獄少女』での玉城の存在感・芝居は映画ファンの間で反響を呼び、とりわけ『映画秘宝』の論客たちの間では町山智浩はフランス映画の小さな悪の華に影響を受けた『惡の華』を絶賛し、玉城を「新たなスターの誕生」と評し[22]、田野辺尚人はブライアン・デ・パルマ作品や初期必殺シリーズに影響を受けた（特に必殺仕置人や必殺からくり人シリーズ、新必殺仕置人）『地獄少女』における玉城の存在感を「『必殺からくり人』における山田五十鈴を彷彿させる」と評した[23]。

- 2020年東京オリンピック[注 2]の沖縄県内を走行する聖火ランナーに選ばれたが[24]、仕事の都合を理由に2021年2月17日に辞退している[25]。

## 受賞歴

### 映画
2019年度
- 第44回報知映画賞 新人賞（『Diner ダイナー』『惡の華』）[26]

## 主な出演

### 映画
- 天の茶助（2015年6月27日） - 早乙女茶子 役[6]
- オオカミ少女と黒王子（2016年5月28日） - 立花マリン 役[27]
- 貞子vs伽椰子（2016年6月18日） - 高木鈴花 役[28][29]
- 闇金ウシジマくん ザ・ファイナル（2016年10月22日） - 犀原茜（中学生時代） 役[30]
- PとJK（2017年3月25日） - 矢口三門 役[31]
- サクラダリセット（前篇・2017年3月25日 / 後篇・2017年5月13日） - 村瀬陽香 役[32]
- 暗黒女子（2017年4月1日） - ディアナ・デチェヴァ 役[33]
- 女々演（2018年3月24日[注 3]） - 佐々木ひかり 役[34]
- ドルメンX（2018年6月15日） - ヨイ 役[35]
- わたしに××しなさい!（2018年6月23日） - 主演・氷室雪菜 役（小関裕太とのW主演）[36]
- ういらぶ。（2018年11月9日） - 坂下暦 役[37]
- チワワちゃん（2019年1月18日） - ユミ 役[38]
- Diner ダイナー（2019年7月5日） - ヒロイン・オオバカナコ 役[39]
- 惡の華（2019年9月27日） - ヒロイン・仲村佐和 役[40]
- 地獄少女（2019年11月15日） - 主演・閻魔あい 役[41]
- AI崩壊（2020年1月31日） - 飯田眞子 役[42]
- ホリック xxxHOLiC（2022年4月29日） - 九軒ひまわり 役[43]
- 極主夫道 ザ・シネマ（2022年6月3日） - 大前ゆかり 役[44][45][46]
- グッバイ・クルエル・ワールド（2022年9月9日） - 坂口美流 役[47][48][49]
- 窓辺にて（2022年11月4日） - 久保留亜 役[50]
- 恋のいばら（2023年1月6日） - 主演・真島莉子 役（松本穂香とW主演）[51][52]
- 零落（2023年3月17日） - 猫みたいな目をした女性 役[53]
- ＃ミトヤマネ（2023年8月25日） - 主演・山根ミト / ミトヤマネ 役[54][55]
- 366日（2025年1月10日） - 望月香澄 役[56][57]
- 岸辺露伴は動かない 懺悔室（2025年5月23日） - マリア 役[58]

### ドラマ

#### テレビドラマ
- ダークシステム 恋の王座決定戦（2014年1月21日 - 3月25日、TBS） - 白石ユリ 役[5]
- ウレロ☆未体験少女 第10話（2014年3月15日、テレビ東京） - GCK こがりんか 役
- JKは雪女（2015年9月28日 - 10月19日、毎日放送） - 冬城咲雪 役[59]
- ドルメンX（2018年3月11日 - 4月1日、日本テレビ） - ヒロイン・ヨイ 役[35]
- わたしに××しなさい!（2018年3月26日 - 4月16日、毎日放送） - 主演・氷室雪菜 役（小関裕太とのW主演）[36]
- 東京センチメンタルSP〜御茶ノ水の恋〜（2018年3月31日、テレビ東京） - カリナ 役[60]
- 世にも奇妙な物語'18秋の特別編 「マスマティックな夕暮れ」（2018年11月10日、フジテレビ） - 主演・凛子 役
- 受験ゾンビ（2019年10月20日、フジテレビTWO） - 主演・野口あかり 役[61]
- ワケあって火星に住みました〜エラバレシ4ニン〜 LABO1（2020年1月25日、WOWOW） - 竹野あゆみ 役[62]
- 死にたい夜にかぎって 第1話（2020年2月24日、毎日放送） - 山村 役[63]
- そして、ユリコは一人になった（2020年3月6日 - 4月24日、関西テレビ） - 主演・嶋倉美月 役[64]
- SUITS／スーツ Season2 第1話（2020年4月13日、フジテレビ） - 吉野麻帆 役[65]
- 荒ぶる季節の乙女どもよ。（2020年9月9日（8日深夜） - 10月28日（27日深夜）、MBS・TBS） - 主演・菅原新菜 役（山田杏奈とのW主演）[66]
- 刑事アフター5（2020年10月1日、テレビ朝日） - ヒロイン・久路五月 役[67]
- 極主夫道（2020年10月11日 - 12月13日、読売テレビ・日本テレビ系） - 大前ゆかり 役[68]
  - 極主夫道 爆笑!カチコミSP（2022年5月27日、日本テレビ） [69]
- オリバーな犬、 (Gosh!!) このヤロウ（NHK総合） - 北條かすみ 役[70]
  - シーズン1（2021年9月17日 - 10月1日）[71]
  - シーズン2（2022年9月20日 - 10月4日）[72]
- キン肉マン THE LOST LEGEND（2021年10月8日 - 12月10日、WOWOW） - ヒロイン・本人 / ミート君 役[73]
- 鉄オタ道子、2万キロ（2022年1月8日（7日深夜） - 3月26日（25日深夜）[注 4]、テレビ東京） - 主演・大兼久道子 役[74]
  - 鉄オタ道子、2万キロ〜秩父編〜（2024年9月6日・13日、テレビ東京）[75]
- アクターズ・ショート・フィルム2「物語」（2022年2月6日、WOWOWプライム） - 監督・脚本・出演[76][77]
- 星新一の不思議な不思議な短編ドラマ『善良な市民同盟 前・後編』（2022年5月3日・10日、NHK BS4K・BSプレミアム） - エリ 役[78]
- NICE FLIGHT!（2022年7月22日 - 9月9日、テレビ朝日） - 河原かすみ 役[79]
- 君が獣になる前に（2024年4月6日 - 6月22日、テレビ東京） - ヒロイン・希堂琴音 役[80]
- 地球の歩き方SP inベトナム（2025年2月8日、テレビ東京） - 主演・玉城ティナ（本人） 役[81]
- 藤子・F・不二雄 SF短編ドラマ シーズン3「ミラクルマン」（2025年3月25日、NHK BSプレミアム4K）[82]

#### 配信ドラマ
- やれたかも委員会 第4話（2018年2月17日、AbemaTV） - 高梨リコ 役[83]
- FOLLOWERS（2020年2月27日、Netflix）[84]
- 社畜OLちえ丸（2023年2月10日 - 、Hulu） - 主演・築丸ちえ子 役[85]
- 君と世界が終わる日に（Hulu） 
  - Season4（2023年3月19日 - 4月16日） - 新山明日葉 役[86]
  - Season5（2024年2月9日 - 3月8日） - 主演・新山明日葉 役（飯豊まりえとのW主演）[87]
- TOKYO butterfly NIGHT（2025年4月10日、YouTube 他） - 主演・唐津川優奈 役[88]
- 今際の国のアリス シーズン3（2025年9月25日配信予定、Netflix）[89]

### 劇場アニメ
- 竜とそばかすの姫（2021年7月16日） - 渡辺瑠果 役[90]

### 吹き替え
- THE IDOL/ジ・アイドル（2023年7月3日） - 主演 ジョスリン 役（リリー＝ローズ・デップ）[91]

### ドキュメンタリー
- 「春子と節子　“女流”画家を超えて」（2023年3月9日、NHK BS1） - 語り[92]

### バラエティ・情報番組
- 今夜はアリエナイト（フジテレビ） - シュレーディンガーのねこ 役
- ZIP!（日本テレビ）
  - 「Wish Café」（2013年12月2日 - 25日） - ティナ 役
  - （2020年4月3日 - 4月24日） - 2020年4月度月替わり金曜パーソナリティー[93]
- タビフク。 「加賀 金沢」（2016年11月23日・30日、TBS）[注 5]
- シャキーン!（2017年4月3日 - 2018年3月6日、2018年4月2日 - 、NHK Eテレ） - 2017年度はイチゴのコーナー[94]、2018年度はウサギのコーナー[95]に出演[96]
- 本能Z（2017年7月5日 - 9月27日、CBCテレビ） - アシスタント

### ラジオ
- 玉城ティナ と ある世界（2017年10月7日 - 、水曜日21:30-21:50、ニッポン放送）[97]
- 玉城ティナのオールナイトニッポンi〜SEVEN TRIP in OKINAWA（2019年7月11日、ニッポン放送）[98]

### CM
- 沖縄明治乳業 りんごの紅茶
- キユーピー バターミルクランチドレッシング 「サラダ フォー キッズ」篇
- 近鉄百貨店あべのハルカス Solaha（2014年）
- サーティワン アイスクリーム（2015年）[99]
  - 「クラッシュアイス」篇（2015年8月1日 - ）[100]
  - 「バラエティパック」篇（2015年8月8日 - ）[101]
- 資生堂 MAJOLICA MAJORCA
  - PR動画「魔法のピタゴラメーク」（2016年11月7日 - ）[102]
  - ブランドモデル（2017年2月21日 - ）[103]
- ナチュラリ ワンデー UVモイスチャー（2017年）[104]
- スカイチケット（2017年 - ）[105]
- ドクターシーラボ LaboLabo 「時代は変わる」篇（2019年4月1日 - ）[106]
- リアブロード 「スマ留」（2019年4月15日 - ）[107]
- ダリヤ パルティ「今の気分で塗りかえる」篇（2020年4月15日 - ）[108]
- LINE Digital Frontier LINEマンガ「女神降臨／玉城ティナおすすめ篇」（2020年8月1日 - ）[109]
- ベルジャポン　ベルキューブ「コバラ」篇（2020年10月15日）
- ソフトバンク「メリハリ無制限」
  - 「無制限HERO'S」第1弾「登場」篇 - アンドロイド無制限少女 役（2021年1月23日 -）[110][111]
- コーセーコスメポート サンカット（2021年4月15日 - ）[112][113]
- Honda「VEZEL」（2021年4月 - ）[114]
- eBay Japan「MOVE by Qoo10」『でびゅー』篇（2022年6月16日 - ）[115]
- 大日本除虫菊ラジオCM「金鳥文庫 わたしは猫」（2024年6月17日 - ）[116]

### ミュージックビデオ
- 倖田來未×蜷川実花×安野モヨコ 「ピンク スパイダー inspired by バッファロー5人娘」
- SALU 「In My Life」
- TOWA TEI 「RADIO with Yukihiro Takahashi ＆ Tina Tamashiro」
- 大森靖子 「イミテーションガール」
- FTISLAND 「Primavera」
- tofubeats 「すてきなメゾン feat. 玉城ティナ」
- RADWIMPS 「光」

### イベント
- ミスiD（アイドル）2013お披露目イベント（2012年7月21日、TSUTAYA TOKYO ROPPONGI）
- 琉球アジアコレクションwith東京ガールズコレクション2012（2012年11月24日、沖縄コンベンションセンター）
- 第16回 東京ガールズコレクション 2013 SPRING／SUMMER（2013年3月2日、国立代々木競技場第一体育館）[117]
- ミスiD（アイドル）2014前夜祭 ～明日のアイドルの話をしよう会議～（2013年4月18日、Shibuya O-EAST）[118]
- ワールド・ハピネス2013（2013年8月11日、夢の島公園陸上競技場） - TOWA TEIの枠にゲスト参加[119]
- 関西コレクション（2014年3月28日、大阪府・京セラドーム大阪） - Solaha stageの枠に初代ドットちゃんの衣装でサプライズ登場[注 6][121][122][123]
- 琉球アジアコレクション2015（2015年10月25日、沖縄県・豊崎海浜公園特設ステージ）[124]
- ナチュラリ UVMずっと一緒篇 新CM発表会（2017年8月17日）[125]

### Webサービス
- 「Snapeee」専属イメージモデル（2013年10月10日 - ）※現在サービス終了

## 作品

### 配信
- ぼくはカリメロ（tama"piyo"tina ver.）（2015年4月8日着うた、2015年4月21日着うたフル、iTunes他配信）[注 7]

### 参加楽曲
- TOWA TEI「RADIO with Yukihiro Takahashi ＆ Tina Tamashiro」 - コーラス参加
- tofubeats「すてきなメゾン feat. 玉城ティナ」 - ゲストボーカル

## 書籍

### 雑誌
モデル
- ViVi（2012年10月号 - 2019年2月号、講談社） - 専属モデル
- Spoon.（プレビジョン） - 2012年12月号 表紙&巻頭24ページ掲載、2013年4月号 表紙&巻頭
- Mgirl☆MIKA NINAGAWA（MATOI PUBLISHING） - 2012-2013AW、2013SS
- Pen（阪急コミュニケーションズ） - 15周年記念号 巻頭
- Palm maison - ウェイバックマシン（2013年3月7日アーカイブ分）（ファブルゼィール） - 2013年3月発売 vol.009
- きもの姫（祥伝社） - 2013年6月号 表紙&巻頭
- SHUTTER magazine（サンクチュアリ・パブリッシング） - 2013年6月号 表紙&巻頭
- EYESCREAM - 2013年7月 表紙＋特集

随筆執筆
- 「ここではないどこか」 - 『群像』2017年12月号 掲載
- 「あのとき聞いた音楽」 - 『小説新潮』2020年8月号 掲載

### 写真集
- ティナのもちお（2014年9月20日、宝島社） ISBN 978-4-8002-3236-6
- 玉城ティナ フォトブック Tina（2015年3月26日、講談社） ISBN 978-4-06-219466-2
- ティNa EROス BY KISHIN（2016年4月1日、小学館） ISBN 978-4-09-682222-7
- 渇望（2017年10月6日、講談社） ISBN 978-4-06-220824-6
- 玉城ティナ デビュー10周年記念写真集「世界」（2021年10月8日、小学館、撮影：蜷川実花） ISBN 978-4-09-682367-5[11][12]

### 朗読
- 推し、燃ゆ（著者：宇佐見りん、Amazon Audible）[126]